# 1월 4일
1월 4일은 그레고리력으로 4번째 날에 해당한다.

## 사건
- 기원전 46년 - 카이사르가 아프리카 북동부 루스피나 전투에서 라비에누스를 격파하다.
- 1896년 - 유타주가 미국의 45번째 주가 되었다.
- 1947년 - 독일 시사주간지 <슈피겔> 창간
- 1951년 - 1.4 후퇴로 조선인민군과 중공군에게 서울을 내줌
- 1982년 - 대한민국 문교부가 중·고등학생의 머리와 교복의 자율화 방안을 발표하다.
- 1987년 - 대한민국의 민주 운동가 박종철 고문치사 사건이 일어나다.
- 2007년
  - 낸시 펠로시가 미국 하원의장에 선출되었다. 사상 첫 여성 미국 하원 의장이다.
  - 러시아와 벨라루스가 석유로 인해 분쟁이 발생했다.
- 2010년
  - 미 항공우주국 케플러 계획의 첫 데이터가 수신되어 다섯 개의 외계 행성을 발견하다.
  - 대한민국(한반도) 중부 폭설: 대한민국의 수도권과 강원도 등을 비롯한 중부 대부분 지역에 폭설이 내리다.
- 2011년
  - 파키스탄의 정치인 살만 타시르가 자신의 경호원에게 살해당했다.
  - 이란의 마지막 샤인 모하마드 레자 팔라비의 막내 아들 알리 레자 팔라비가 미국에서 권총으로 자살했다.
- 2012년
  - 미국 대통령 선거의 첫 관문인 아이오와 공화당 코커스에서 롬니가 승리하다.
  - 터키가 미국의 이란 제재 대상에서 예외로 해 줄 것을 요청하다.
- 2021년 - 이란의 혁명수비대가 UAE행 한국 유조선을 해상 오염 혐의로 나포했다.

## 문화
- 2004년 - 스피릿이 착륙하였다.
- 2005년 - 경차의 번호판이 분류 번호 3자리 숫자화, 희망 번호제를 실시되었다.
- 2010년 - 두바이에 세계에서 가장 높은 인조건물인 부르즈 칼리파가 개장되었다.
- 2011년 - 포드의 준고급 브랜드인 머큐리의 마지막 차량이 생산되었다.
- 2013년 - PS2의 생산이 전 세계적으로 중단되었다.
- 2023년 - 블랙핑크의 곡 뚜두뚜두 (DDU-DU DDU-DU)가 한국 노래로는 2번째로 유튜브 조회수 20억을 돌파했다.

## 탄생
- 1077년 - 북송의 제7대 황제 북송 철종. (~1100년)
- 1643년 - 영국의 과학자 아이작 뉴턴. (~1727년)
- 1710년 - 이탈리아의 작곡가 조반니 바티스타 페르골레시. (~1736년)
- 1785년 - 독일의 언어학자 야코프 그림. (~1863년)
- 1809년 - 프랑스의 교육자, 발명가 루이 브라유. (~1852년)
- 1881년 - 아일랜드의 미국 해머던지기 선수 패트릭 라이언. (~1964년)
- 1893년 - 일본의 최장수 할머니 미나가와 요네. (~2007년)
- 1897년 - 대한민국의 목사 이동욱. (~1949년)
- 1899년 - 제2차 세계 대전 당시 독일의 군인 프리츠 바이에를라인. (~1970년)
- 1917년 - 대한민국의 의학자, 기업인 정재원. (~2017년)
- 1923년 - 대한민국의 정치인 박승규. (~?)
- 1924년 - 미국의 수영 선수 월리 리스. (~1989년)
- 1929년 - 동독의 정치인 귄터 샤보프스키. (~2015년)
- 1930년 - 영국의 배우, 무대 연출가 아인 커스버트슨. (~2009년)
- 1932년
  - 미국의 경호원 클린트 힐. (~2025년)
  - 스페인의 영화 감독 카를로스 사우라. (~2023년)
- 1934년
  - 대한민국의 정치인 김태룡. (~2024년)
  - 대한민국의 정치인, 제10,12,15 ~16대 국회의원 김동욱.
- 1935년 - 대한민국의 정치인 강신조.
- 1936년 - 이탈리아의 철학자, 정치인 잔니 바티모. (~2023년)
- 1938년
  - 대한민국의 기타리스트 신중현.
  - 대한민국의 정치인 박재욱. (~2025년)
- 1940년
  - 영국의 물리학자 브라이언 데이비드 조지프슨.
  - 프랑스의 소설가 가오싱젠.
  - 독일계 미국인 건축가 헬무트 얀. (~2021년)
- 1943년 - 대한민국의 소설가 황석영.
- 1944년 - 대한민국의 정치인 정대철.
- 1953년 - 대한민국의 교육자 이동섭.
- 1954년 - 미국의 성우 겸 피아니스트 제임스 카터 카스카트.
- 1955년 - 대한민국의 바둑 기사 한철균.
- 1957년 - 대한민국의 정치인 이갑준.
- 1958년
  - 대한민국의 정치인 이경일.
  - 일본의 만화가 미타 노리후사.
  - 잉글랜드의 배우 줄리언 샌즈. (~2023년)
  - 미국의 배우 맷 프루어.
- 1961년 - 대한민국의 정치인 오세훈.
- 1962년 - 미국의 소설가 할런 코벤.
- 1963년 - 독일의 가수 틸 린데만.
- 1964년 - 대한민국의 희극 배우 서원섭.
- 1965년 - 대한민국의 배우 이기철.
- 1967년 - 대한민국의 아나운서 출신 방송인, 행정가 유정아.
- 1968년 - 대한민국의 야구 선수 박동희. (~2007년)
- 1969년 - 대한민국의 기업인 유혁.
- 1970년 - 대한민국의 배우 유해진.
- 1971년 - 대한민국의 가수 겸 제작자 강대풍.
- 1973년
  - 대한민국의 MC, 희극인, 가수 송은이.
  - 미국의 영화 감독 하모니 코린.
- 1975년 - 미국의 종합격투기 선수 셰인 카윈.
- 1977년 - 대한민국의 변호사 허진영.
- 1978년 - 대한민국의 배우 사강.
- 1980년
  - 대한민국의 가수 육중완.
  - 미국의 배우, 성우 그레그 사이프스.
- 1981년 - 일본의 레슬링 선수 오바라 히토미. (~2025년)
- 1982년
  - 대한민국의 배우 강혜정.
  - 중화민국의 역도 선수 천웨이링.
- 1983년
  - 대한민국의 골프 선수 김선아.
  - 아르메니아의 역도 선수 게보르그 다브탼.
- 1984년
  - 대한민국의 작곡가 심은지.
  - 대한민국의 배우 오인혜. (~2020년)
- 1985년 - 대한민국의 축구 선수 정성룡.
- 1986년
  - 인도의 영화 감독 코랄리 파르자.
  - 잉글랜드의 축구 선수 제임스 밀너.
- 1987년
  - 대한민국의 아이스하키 선수 조민호. (~2022년)
  - 대한민국의 축구 선수 윤준하 (강원 FC).
  - 잉글랜드의 축구 선수 대니 심슨.
  - 멕시코의 축구 선수 모니카 오캄포.
- 1988년 - 대한민국의 모델 이예은.
- 1989년
  - 대한민국의 성우 박요한.
  - 대한민국의 축구 선수 김다솔.
- 1990년
  - 대한민국의 사회기관단체인 김동근.
  - 독일의 축구 선수 토니 크로스.
- 1991년
  - 대한민국의 가수 배나라.
  - 대한민국의 테니스 선수 김지혜.
- 1992년
  - 대한민국의 전 리그 오브 레전드 프로게이머 호진.
  - 대한민국의 여행작가 박성호.
  - 미국의 축구 선수 크리스 브라이언트.
- 1993년
  - 대한민국의 배우 조윤서.
  - 대한민국의 전직 리그 오브 레전드 프로게이머 캡틴잭.
  - 덴마크의 아이스하키 선수 파트리크 루셀.
  - 일본의 아이돌 에토 미사. (노기자카46)
- 1994년
  - 대한민국의 배우 최예슬.
  - 대한민국의 래퍼 퀸 와사비.
  - 대한민국의 전 축구 선수 김상욱.
  - 덴마크의 배드민턴 선수 빅토르 악셀센.
- 1995년
  - 미국의 배우 매디 해슨.
  - 대한민국의 래퍼 비바.
  - 대한민국의 배우 이혜린.
- 1996년
  - 대한민국의 가수 조연호.
  - 이탈리아의 테니스 선수 자스민 파올리니.
- 1997년 - 스페인의 축구 선수 앙헬리뇨.
- 1998년
  - 대한민국의 전 리그 오브 레전드 프로게이머 윤석준.
  - 중화인민공화국의 스키 선수 츠춘쉐.
- 1999년
  - 대한민국의 가수 봉재현 (골든차일드).
  - 대한민국의 가수 김뮤즈.
  - 오스트레일리아의 수영 선수 잭 스터블레티쿡.
  - 쿠바의 레슬링 선수 가브리엘 로시요.
- 2000년 - 대한민국의 야구 선수 백승우.
- 2002년 - 대한민국의 배우 우상혁.
- 2004년
  - 대한민국의 배우 김주아.
  - 프랑스의 농구 선수 빅토르 웸바냐마.
- 2006년 - 브라질의 가수 멜로디.
- 2008년 - 브라질의 스케이드보드 선수 하이사 레아우.
- 2013년 - 대한민국의 배우 서연우.

## 사망
- 898년 - 신라의 제51대 국왕 진성여왕. (?~)
- 1695년 - 프랑스의 원수 프랑수아 앙리 드 몽모랑시뤽상부르 공작. (1628년~)
- 1707년 - 신성로마제국의 장군 루트비히 빌헬름 폰 바덴바덴 변경백. (1655년~)
- 1794년 - 독일 출신 프랑스의 장군 니콜라 뤼크네르. (1722년~)
- 1856년 - 프랑스의 조각가 다비드 당제. (1789년~)
- 1907년 - 조선 말기의 문신, 구한말의 의병장 노응규. (1861년~)
- 1941년 - 프랑스의 철학자 앙리 베르그손. (1859년~)
- 1960년 - 프랑스의 철학자, 소설가 알베르 카뮈. (1913년~)
- 1961년 - 오스트리아의 물리학자 에르빈 슈뢰딩거. (1887년~)
- 1965년 - 영국의 시인, 평론가 T. S. 엘리엇. (1888년~)
- 2010년 - 대한민국의 정치인 유기정. (1922년~)
- 2011년
  - 이란 마지막 황제의 아들 알리 레자 팔라비. (1966년~)
  - 파키스탄의 기업가이자 정치인 살만 타시르. (1944년~)
- 2015년 - 대한민국의 군인 출신 정치가 이준섭. (1933년~)
- 2017년 - 프랑스의 지휘자 조르주 프레트르. (1924년~)
- 2018년 - 일본의 야구 선수, 야구 감독 호시노 센이치. (1947년~)
- 2019년 - 영국의 작가 존 버닝햄. (1936년~)
- 2020년 - 오스트레일리아의 영화배우 톰 롱. (1968년~)
- 2021년
  - 대한민국의 지방의회의원 김장환. (1980년~)
  - 미국의 영화배우 타니아 로버츠. (1949년~)
  - 홍콩의 영화배우 리샹친. (1932년~)
  - 네덜란드의 물리학자 마르티뉘스 펠트만. (1931년~)
  - 레바논의 작곡가 엘리아스 라바니. (1938년~)
- 2022년 - 미국의 영화배우 조안 코플랜드. (1922년~)
- 2023년
  - 영국의 축구 전문 기업인 데이비드 골드. (1936년~)
  - 독일의 알파인 스키 선수 로지 미터마이어. (1950년~)
- 2024년
  - 대한민국의 교육인 고학찬. (1947년~)
  - 영국의 영화배우 글리니스 존스. (1923년~)
  - 미국의 영화배우 데이비드 솔. (1943년~)
  - 일본의 사진가 시노야마 기신. (1940년~)
  - 일본의 축구 선수 요코야마 도모노부. (1985년~)
  - 독일의 영화배우 크리스티안 올리버. (1972년~)
- 2025년 - 프랑스의 지구화학자 클로드 알레그르. (1937년~)

## 기념일
- 독립기념일: 미얀마, 1948년에 버마라는 이름으로 영국으로부터 독립.
- 세계 점자의 날: 점자의 발명자 루이 브라유의 생일을 기념하여 제정.

## 같이 보기
- 전날: 1월 3일 다음날: 1월 5일 - 전달: 12월 4일 다음달: 2월 4일
- 음력: 1월 4일
- 모두 보기